# Полянский, Михаил Михайлович
Михаи́л Миха́йлович Поля́нский (рум. Mihail Poleanschi; род. 20 мая 1980, Кишинёв, Молдавская ССР) — член Исполнительного и Центрального комитетов Партии коллективного действия — Гражданский конгресс. Секретарь Кишинёвской муниципальной организации Гражданского конгресса. Бывший депутат парламента XVII и XIX созывов от ПКРМ.

## Биография
Михаил Полянский родился 20 мая 1980 года в городе Кишинёв Молдавской ССР.

### Образование
С 1998 по 2000 год учился на факультете журналистики и массовых коммуникаций Государственного университета Молдовы. С 2000 по 2004 получил степень лиценциата на факультете культурной антропологии в университете «Высшая антропологическая школа» города Кишинёв. Там же с 2005 по 2006 получил степень магистра антропологии.

### Период ПКРМ
С 1997 по 2000 год — Внештатный корреспондент в редакции газеты «Коммунист».
С мая 2000 по июль 2002 года — Редактор газеты «Пульс».
С января 2004 года по март 2005 года — Депутат парламента Республики Молдова (XV созыва). Член парламентской комиссии по правам человека и национальным меньшинствам.
С марта 2005 по февраль 2008 года — Главный консультант отдела внутренней политики в администрации президента Республики Молдова.
С марта по ноябрь 2008 — Заместитель редактора газеты «Коммунист».
С ноября 2008 по май 2009 — Начальник отдела политической подготовки в аппарате ЦК ПКРМ.
С апреля по август 2009 — Депутат парламента Республики Молдова (XVII созыв). Член парламентской комиссии по культуре, образованию, науке, молодёжи, спорту и СМИ.
С октября 2009 по январь 2011 — Первый секретарь районного комитета ПКРМ сектора Чеканы города Кишинёв, а также член аппарата ЦК ПКРМ.
С декабря 2010 по декабрь 2014 — Депутат парламента Республики Молдова (XIX созыва). Член парламентской комиссии по национальной безопасности, обороне и общественному порядку.

### Партия коллективного действия — Гражданский конгресс
В июле 2019 года вошёл в инициативную группу, основавшую Партию коллективного действия — Гражданский конгресс. 8 декабря 2019 года на учредительном съезде партии был избран одним из 17 членов Исполнительного комитета, а также членом Республиканского комитета Гражданского конгресса.
17 ноября 2019 года был избран секретарём Кишинёвской муниципальной организации Гражданского конгресса.
5 августа 2023 года был выдвинут кандидатом от Гражданского конгресса на пост генерального примара Кишинёва на предстоящих выборах примара Кишинёва.